# Bad Köstritz
Bad Köstritz là một thị xã in the huyện Greiz, ở bang Thüringen, Đức. Đô thị này có diện tích 16,85 km², dân số thời điểm ngày 31 tháng 12 năm 2006 là 3916 người. Đô thị này tọa lạc bên sông Weiße Elster, 7 km về phía tây bắc của Gera. Bad Köstritz nổi tiếng với bia Köstritzer vàSchwarzbier (bia đen).